# L'Arnaqueur
Ne pas confondre avec le film français sorti en 2010, L'Arnacœur.
Série
La Couleur de l'argent
(1986)
Pour plus de détails, voir Fiche technique et Distribution.
L'Arnaqueur ou Les Requins de la grande ville en Belgique (The Hustler) est un film américain réalisé par Robert Rossen et sorti en 1961. Il s'agit d'une adaptation du roman du même nom de Walter Tevis. Une suite, La Couleur de l'argent, réalisée par Martin Scorsese, est sortie en 1986.

## Synopsis

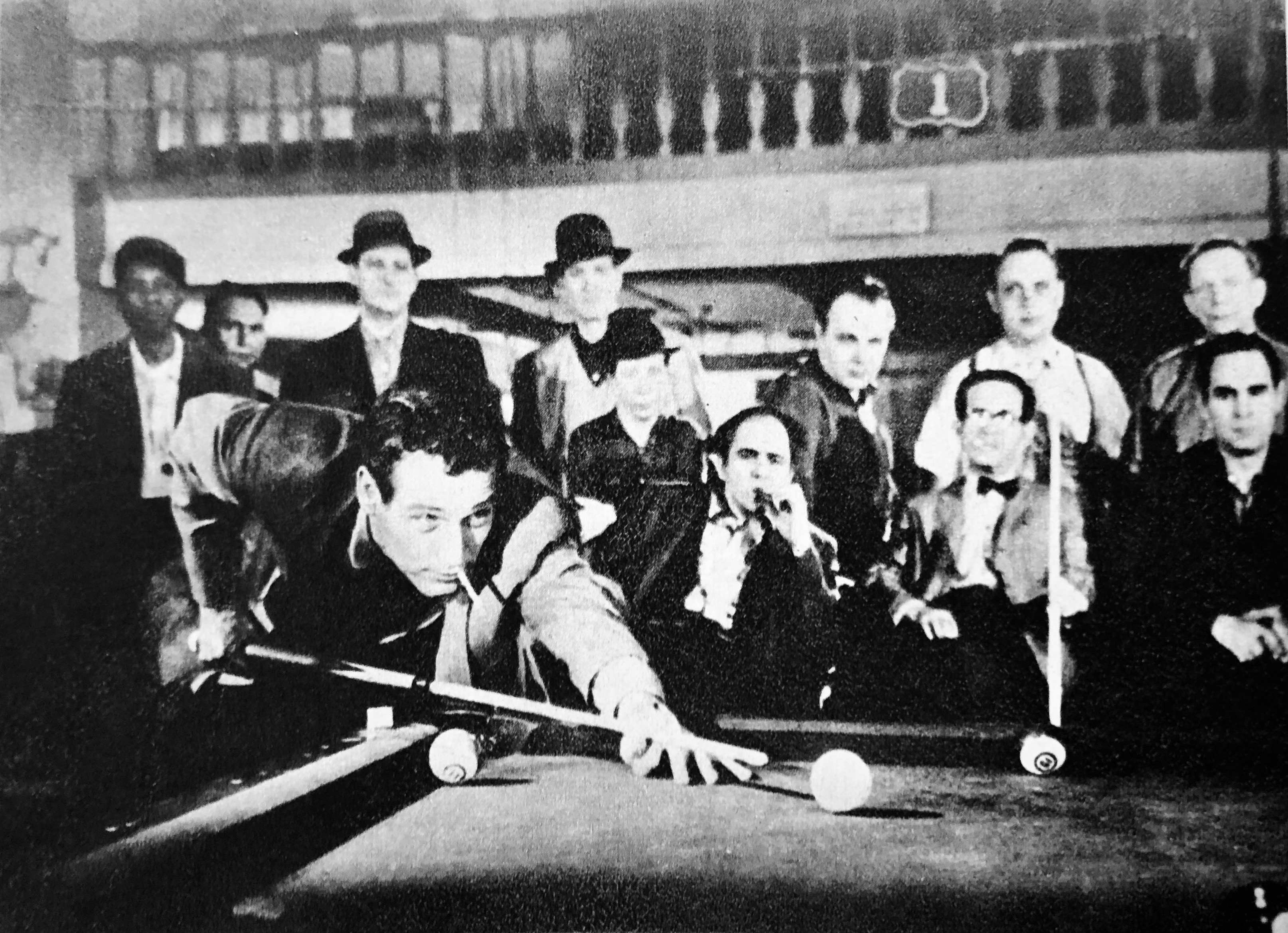
Paul Newman dans L'Arnaqueur (1961).

Eddie « le Rapide » (Fast Eddie en version originale) est un arnaqueur au billard. Il fait croire qu'il est mauvais pour faire monter les mises, puis il plume ses adversaires. Il tente sa chance contre Minnesota Fats, un joueur invaincu depuis quinze ans.
Ils enchaînent les parties durant plus de vingt-cinq heures, et bien qu'Eddie ait atteint un gain de dix-huit mille dollars, l'alcool et la fatigue lui font perdre ses gains et dépenser tout son argent.
Ruiné, il se met en couple avec Sarah Packard, une alcoolique. Il désire prendre sa revanche sur Fats. Il accepte pour cela l'aide financière de Bert Gordon, qui le finance et prend 75 % des gains. Les nouveaux partenaires, accompagnés par Sarah, jouent d'abord contre James Findlay, un riche amateur de billard. Ils réalisent un gain de douze mille dollars. Excédée par le monde dans lequel évolue Eddie, Sarah se suicide.
Avec ses trois mille dollars, Eddie retourne jouer contre Fats des parties dont le pari s'élève à trois mille dollars. Il gagne suffisamment pour pousser Fats à arrêter de jouer, et reconnaître qu'il ne peut pas le battre. Bert, présent dans la salle, ordonne à Eddie de lui remettre 50 % de ses gains. Eddie convainc Bert de ne pas lui prendre les 75 % de ses gains, mais ce dernier lui interdit à jamais de remettre les pieds dans une salle de billard.

## Fiche technique
- Titre original : The Hustler
- Titre français : L'Arnaqueur

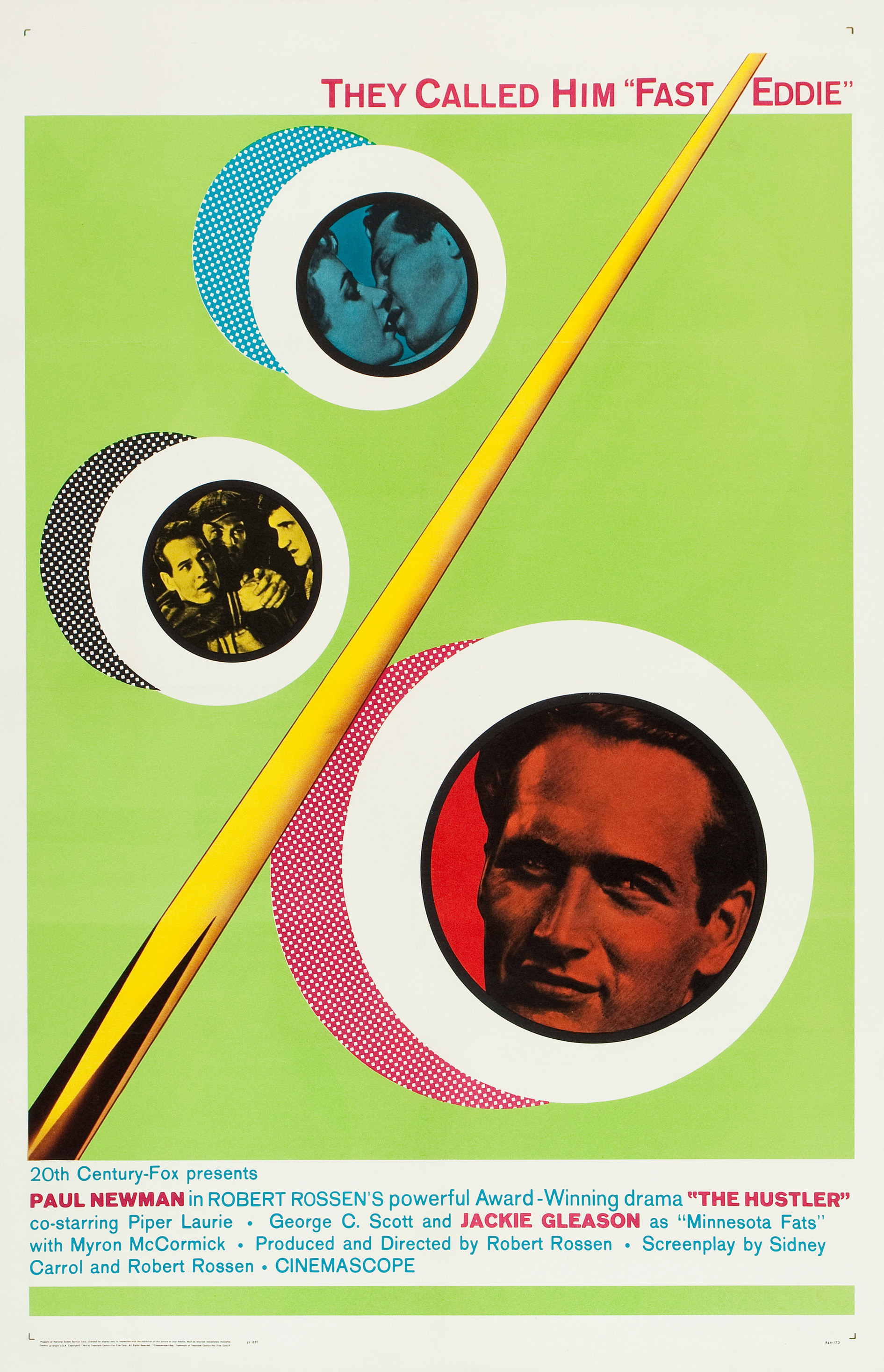
Autre affiche du film.

- Titre belge : Les Requins de la grande ville
- Réalisation : Robert Rossen, assisté d'Ulu Grosbard (non crédité)
- Scénario : Sidney Carroll (en) et R. Rossen, d'après le roman de Walter Tevis paru en 1959
- Musique : Kenyon Hopkins
- Photographie : Eugen Schüfftan
- Décors : Harry Horner
- Costumes : Ruth Morley
- Montage : Dede Allen
- Production : Robert Rossen
- Genre : drame
- Durée : 134 minutes
- Pays de production :  États-Unis
- Distribution aux États-Unis : 20th Century Fox
- Date de sortie :
  - États-Unis :25 septembre 1961
  - France : 12 janvier 1962
- Affiches : Boris Grinsson, Jean Mascii (France)

## Distribution
- Paul Newman (VF : Jacques Beauchey) : Eddie Felson, dit « Eddie le Rapide »
- Piper Laurie (VF : Martine Sarcey) : Sarah Packard
- Jackie Gleason (VF : André Valmy) : Minnesota Fats (« Le Pacha » en VF)
- George C. Scott (VF : William Sabatier) : Bert Gordon
- Myron McCormick (VF : Jacques Deschamps) : Charlie Burns
- Murray Hamilton (VF : Georges Hubert) : James Findlay
- Michael Constantine (VF : Henry Djanik) : Big John
- Stefan Gierasch (VF : Philippe Clair) : le prêcheur
- Jake LaMotta (VF : Jean Clarieux) : un barman
- Vincent Gardenia : un barman
- Willie Mosconi : un joueur de billard

## Distinctions
- BAFTA du meilleur film en 1962, ex æquo avec La Ballade du soldat.
- Oscar de la meilleure photographie en noir et blanc
- Oscar de la meilleure direction artistique en noir et blanc[2].

## Suite
Vingt-cinq ans plus tard, Martin Scorsese met à nouveau en scène le personnage d'Eddie, toujours interprété par Paul Newman, dans La Couleur de l'argent (The Color of Money, 1986) : Eddie trouve, par hasard, un poulain pour lui succéder, interprété par Tom Cruise.
Entretemps, Paul Newman interprète un autre escroc dans le film L'arnaque de George Roy Hill en 1973 qui n'a rien à voir avec l'univers de L'Arnaqueur.